# Библиотека Више школе за образовање васпитача
Библиотека Више школе за образовање васпитача у Београду је данас саставни део Библиотеке Учитељског факултета у Београду. Има вишедеценијску традицију. Од оснивања прве Школе за васпитаче у Београду пре 65 година пратила је све фазе развоја школе као њен интегрални део, делећи судбину институционалног образовања васпитачког кадра: Библиотека Школе за васпитаче (1948—1973), Библиотека Педагошке академије за образовање васпитача предшколских установа (1973—1993), Библиотека Више школе за образовање васпитача (1993—2007), Библиотека Учитељског факултета од 2007. године.

## Седиште
Од 1948. до1950. године Школа за васпитаче се налази у згради Друге женске гимназије. Након двогодишњег рада, сели се у зграду Учитељске школе у Улици Народног фронта 43. Град Београд и Републичка заједница образовања су основали 1973. године Педагошку академију са седиштем на Дедињу у Улици Љутице Богдана 46, где се и сада налази. Више од четири деценије библиотека континуирано наставља с радом на овој локацији.

## Књижни фонд
Библиотека није само мењала седиште и простор у коме се налази, већ се и физиономија библиотеке мењала у складу са њеним развојем. Првобитни књижни фонд задовољавао је потребе четворогодишње средњошколске наставе, а потом и петогодишње наставе од школске 1953/54. године. Књижни фонд је пратио наставне планове који су, само до оснивања Педагошке академије, имали шест редакција. Пратећи измене и допуне Наставног плана и програма рада, набавна политика се усложњавала за сваку наставну област. То нарочито долази до изражаја када се образовање васпитача продужило на шест година.

### Издања Академије у Библиотеци

#### Уџбеници
За неке од новоуведених предмета, не само да није било уџбеника, већ ни адекватне литературе. Овом приликом је предавачима Педагошке академије припала пионирска улога теоријског утемељења неких области васпитно-образовног рада и стварања уџбеника. Неке публикације чији је издавач била Педагошка академија, библиотека чува: Методика развоја говора деце предшколског узраста мр Радомира Матића, Основи културе говора др Жарка Ружића, Телесни развој предшколског детета др Живојина Антонијевића, Развијање почетних математичких појмова Недељке Добрић, Упознавање предшколске деце са околином Данице Диклић и многе друге.

#### Зборник радова
Траг о стручној делатности и залагању професора садржи Зборник радова Педагошке академије који је излазио једном годишње у континуитету од 1977. до 1988. године и који је доносио прилоге из свих методика, предшколске педагогије и психологије, као и из области обимне проблематике предшколског васпитања и образовања. Уредник прва три објављена броја Зборника био је мр Драгољуб Ђурић, а преосталих девет бројева др Петар Пешут.

#### Васпитач лист ученика и студената
Остало је запажено ангажовање библиотекарке - стручног сарадника Раде Кондић на покретању листа Васпитач 1979. године, гласила ученика и студената Педагошке академије. Поред мр Драгољуба Ђурића и мр Мирка Ђорђевића, библиотекарка Рада Кондић је била једно време и уредник листа. Током једанаест година свог излажења, лист је био драгоцено сведочанство развоја школе и њене билиотеке.

#### Набавка књига
Набавка књига је континуирана. Посебно је осавремењена стручна литература из области педагошких наука и психологије предшколског детета, дела дечје књижевности, затим дела савремених аутора домаће и светске књижевности. Ни набавка часописа није занемарена. У библиотеку пристижу следећи стручни часописи: Педагогија, Психологија, Настава и васпитање, Педагошка стварност, Учитељ и др.

### Активности библиотекара
Од 1973. године, када је Матична комисија секретаријата за образовање и науку изабрала првог библиотекара Педагошке академије, својим залагањем библиотекари су оставили запажен допринос у раду библиотеке, као важном сегменту у остваривању васпитно-образовног процеса школе.
Готово у свим ваннаставним активностима библиотекари су активно учествовали. Организовали су посете позориштима, биоскопима, концертима, Сајму књига... Организовали су акције сакупљања књига као помоћ за неколико библиотека основних школа у Србији. Водили су бригу о сталном изложбеном паноу библиотеке, затим су заједно са професорима доводили ученике у штампарију и тумачили процес графичког настанка књиге. Дуго година, преданим ангажовањем водили су дописну секцију, секцију младих библиотекара, новинарску секцију и активно учествовали у групном раду са ученицима приликом додатне наставе. Укључени су били у рад литерарне дружине коју су водили М. Софијано и Драган Лукић и у организовању неколико књижевних сусрета са београдским песницима: Душком Радовићем, Миром Алечковић, Н. Николић... Захваљујући професору Војиславу Марјановићу који је водио трибину за науку, уметност и културу „Петком у дванаест“ и омогућавао да се студенти бар једанпут месечно сретну са угледним научницима и уметницима, Библиотека је имала част да у њу кроче највећи ствараоци и преносиоци српске поетске речи – Д. Максимовић, Б. Ћопић, М. Алечковић, Г. Олујић, Т. Курузовић, Љ. Тадић, Д. Лукић, С. Сабљић, А. Поповић, Б. Тимотијевић, Д. Ђорђевић, С. Станишић, Н. Попадић, М. Матицки, Љ. Ршумовић и др.
Библиотекарка др Мирјана Марковић дала је библиотеци обележја која су још увек присутна. Просторни услови се унапређују придруживањем још једне просторије већ постојећој. У новоформираној читаоници студенти користе материјал који се не може користити ван просторија библиотеке (ретки примерци књига, једини примерци, часописи, речници, енциклопедије и сл.). Приступило се грађењу савременије физиономије библиотеке у чему су учествовала и два стручњака из Народне библиотеке Србије. Уз њихову помоћ, након комплетне ревизије фонда и каталошког система библиотеке, књижни фонд је сређен. Библиотека је стручно уређена: библиотечки материјал се класификује према Универзалној децималној класификацији (УДК систем). Исте, 1997. године завршено је регистровање библиотеке. Пријављена је и уписана у регистар библиотека код себи надлежне Универзитетске библиотеке „Светозар Марковић“. Благовремено је урађен и Правилник о организацији и раду библиотеке који је Управни одбор усвојио 14. фебруара 1997. године. Њиме су регулисани: задаци библиотеке, библиотечки фондови, организација рада библиотеке, информативна делатност и заштита књижног фонда.
Осим рада са корисницима, библиотекарка учествује и сарађује при избору литературе, бележи дезидерате професора и студената, прати нова издања и по тим сугестијама креира набавку књига. Поред свакодневних библиотечких послова, др Мирјана Марковић урадила је наставак Библиографије радова наставника штампаних у Зборнику Педагошке академије (1984—1988). Аутор је поглавља Издавачка делатност у монографији Пет деценија образовања васпитача у Београду. У њему су дати општи услови развоја издавачке делатности Педагошке академије и Више школе за образовање васпитача, а потом наведена сва њихова издања. На крају пажња је посвећена издавачкој продукцији професора и сарадњи са дугим издавачима.
У сарадњи са кустосом Педагошког музеја Љиљаном Станков, урадила је сталну поставку тематске изложбе у школи: Развој предшколског васпитања. За наведену изложбу библиотекарка је прикупио доступну архивску грађу, пригодне фотографије, уџбеничку литературу, ликовне и практичне радове ученика и студената... На занимљив и документован начин приказан је развојни пут и достигнућа Школе за васпитаче, Педагошке академије и Више школе за образовање васпитача.